# Periparus rubidiventris
Periparus rubidiventris là một loài chim trong họ Paridae.